# Aechmea serrata
Aechmea serrata är en gräsväxtart som först beskrevs av Carl von Linné, och fick sitt nu gällande namn av Carl Christian Mez. Aechmea serrata ingår i släktet Aechmea och familjen Bromeliaceae. Inga underarter finns listade i Catalogue of Life.